# DDR-Meisterschaft im Straßenrennen 1984
Die DDR-Meisterschaft im Straßenrennen 1984 fand am 29. Juli in Schleiz in Thüringen statt und wurde als Eintagesrennen ausgetragen. Es war die 36. DDR-Meisterschaft.

## Strecke
Das Rennen führte über einen Rundkurs von 7,6 Kilometern, der aus 22 Runden bestand. Dies war die Originalstrecke des Schleizer Dreieckkurses, auf dem häufig Motorradrennen stattfanden. Start und Ziel waren in Schleiz. Auf diesem Kurs fand bereits das Meisterschaftsrennen 1982 statt.
Diese Strecke war 167,2 Kilometer lang und durch ein ständig wechselndes Profil sehr anspruchsvoll.

## Rennverlauf
78 Radrennfahrer der DDR-Leistungsklasse sowie die besten Fahrer aus den Betriebssportgemeinschaften (BSG) waren am Start, darunter alle Fahrer der DDR-Nationalmannschaft, die kurz zuvor von einer Wettkampfserie in Belgien zurückgekehrt waren. Nach ständig wechselndem Rennverlauf bildete sich in der 8. Runde eine Spitzengruppe von fünf Fahrern, die bis zu 2 Minuten Vorsprung erreichte. In der 18. Runde schlossen Falk Boden und Olaf Ludwig zur Spitze auf, aus der sich gleichzeitig Uwe Ampler löste. Die letzten beiden Runden nahm Ampler mit einem Vorsprung von einer Minute in Angriff und kam mit knappem Vorsprung als Sieger ins Ziel. 60 Fahrer erreichten das Ziel.
|     | Fahrer       | Verein                        | Zeit (h)       |
| --- | ------------ | ----------------------------- | -------------- |
| 01. | Uwe Ampler   | SC DHfK Leipzig               | 4:10:50        |
| 02. | Olaf Ludwig  | SG Wismut Gera                | + 0:07 Minuten |
| 03. | Falk Boden   | ASK Vorwärts Frankfurt (Oder) | + 0:11 Minuten |
| 04. | Mario Kummer | SC Turbine Erfurt             | + 2:18 Minuten |
| 05. | Jens Heppner | SG Wismut Gera                | + 0:32 Minuten |
| 06. | Dan Radtke   | ASK Vorwärts Frankfurt (Oder) | + 3:10 Minuten |
| 0 … |              |                               |                |

## Weblink
- DDR-Meisterschaft im Straßenradsport in der Datenbank von Radsportseiten.com